# SV Rotthausen
Der SV Rotthausen war ein Fußballverein aus dem Gelsenkirchener Stadtteil Rotthausen. Der Verein wurde im Jahre 1912 gegründet. Die erste Mannschaft spielte in den 1930er Jahren zwei Jahre in der damals erstklassigen Gauliga Westfalen und in den 1990er Jahren vier Jahre in der damals viertklassigen Oberliga Westfalen.

## Geschichte
Im Jahre 1912 gründete sich der SV Rotthausen 12, der 1936 Meister der Bezirksklasse Gelsenkirchen wurde. Die Aufstiegsrunde zur Gauliga beendete die Mannschaft als Tabellenerster und stieg gemeinsam mit Borussia Dortmund auf. Nach einem sechsten Platz in der Saison 1936/37 folgte ein Jahr später der Abstieg. Der Verein musste mit dem Club SuS Delog Rotthausen, dem Werksverein des damals größten Arbeitgebers von Rotthausen, zum Deutschen SC Rotthausen fusionieren. Eine Rückkehr in die Gauliga gelang jedoch nicht. Nach dem Zweiten Weltkrieg wurde der alte Vereinsname wieder angenommen. Nach einem kurzen Gastspiel in der Landesliga Westfalen, damals die dritthöchste Spielklasse, in der Saison 1952/53 verschwand der Verein in lokale Ligen. Erst 1968 gelang die Rückkehr in die Landesliga, die bis 1972 gehalten werden konnte. Nach zwei Abstiegen in Folge rutschten die Rotthausener bis in die Kreisliga herab.
In den 1990er Jahren kehrte der Verein in die höheren Spielklassen zurück. Mit der finanziellen Unterstützung des Holzhändlers Otto Weisenstein stieg der SVR 1993 in die Verbandsliga Westfalen und 1995 in die Oberliga Westfalen auf. In der Saison 1996/97 erreichte der Verein mit dem siebten Platz seine beste Platzierung. Bereits in der Folgesaison stieg die Mannschaft wieder ab. Hinter Westfalia Herne belegte der SVR den zweiten Platz in der Verbandsligagruppe und besiegte im Entscheidungsspiel den Zweiten der Nordgruppe Borussia Emsdetten mit 1:0. Trotz des damit verbundenen sofortigen Wiederaufstiegs kehrte Gönner Weisenstein dem Verein den Rücken und hinterließ einen Schuldenberg in sechsstelliger Höhe. Nach Beendigung der Hinrunde zog der Verein die Mannschaft zurück. Am 12. April 2000 wurde der SV Rotthausen 12 nach Insolvenz aufgelöst.

## Persönlichkeiten
- Hermann Eppenhoff
- Erwin Harkener
- Herbert Höbusch
- Günter Tinnefeld
- Lothar Wesseler

## Nachfolgeverein SSV/FCA Rotthausen

Logo des SSV/FCA Rotthausen

### Geschichte
Gleichzeitig wurde mit dem SSV Rotthausen 2000 ein Nachfolgeverein gegründet, der am 27. März 2001 mit dem 1. FC Achternberg zum SSV/FCA Rotthausen fusionierte. Der 1. FC Achternberg war ein Fußballverein aus dem Gelsenkirchener Stadtteil Rotthausen. Größter Erfolg der Achterberger war die Qualifikation für den DFB-Pokal 1985/86 als damaliger Bezirksligist. In der ersten Runde unterlag der 1. FC Achternberg dem damaligen Zweitligisten VfL Osnabrück auf der Bezirkssportanlage Auf der Reihe mit 0:2. Von 1987 bis 1989 spielte der 1. FC Achternberg in der Landesliga.
Der neu gegründete SSV/FCA Rotthausen schaffte in der Saison 2006/07 den Aufstieg in die Bezirksliga. Nach nur drei Spielzeiten mussten die Südstädter jedoch 2010 den Abstieg in die Kreisliga A hinnehmen. Es gelang der sofortige Wiederaufstieg und 2014 wurden die Rotthausener Vizemeister hinter dem VfB Günnigfeld. Drei Jahre später musste die Mannschaft wieder in die Kreisliga A absteigen.

### Persönlichkeiten
Mit Connor Krempicki brachte der Verein einen späteren Profi hervor.